# Groß Lüben
Groß Lüben ist ein bewohnter Gemeindeteil der Stadt Bad Wilsnack vom Amt Bad Wilsnack/Weisen im Landkreis Prignitz in Brandenburg.

## Geographie
Der Ort liegt zwei Kilometer westlich von Bad Wilsnack. Die Nachbarorte sind Karthan, Sigrön und Haaren im Nordosten, Bad Wilsnack im Osten, Legde im Südosten, Ziegelei im Süden, Gnevsdorf, Rühstädt, Ronien, Bälow und Sandkrug im Südwesten, Scharleuk im Westen sowie Klein Lüben und Jackel im Nordwesten.

## Geschichte
Groß Lüben wurde erstmals im Jahr 1339 als „luben“ urkundlich erwähnt. Der Namenszusatz „Groß“ kam erst 1415 zur Unterscheidung des in diesem Jahr ersterwähnten Klein Lüben hinzu. Der Ortsname stammt aus dem slawischen und bedeutet „Ort, wo es Baumrinde, Borke gibt“.
Am 25. Juli 1952 wurde die Gemeinde Groß Lüben dem damals neu gebildeten Landkreis Perleberg im Bezirk Schwerin zugeordnet, vorher gehörte sie zum Landkreis Westprignitz. Zum 1. Februar 1974 erfolgte die Eingemeindung nach Bad Wilsnack. Nach der Wende wurde Groß Lüben im Zuge der brandenburgischen Kreisreform im Dezember 1993 dem Landkreis Prignitz zugeordnet. Das Dorf liegt im Amt Bad Wilsnack/Weisen.

## Persönlichkeiten
- Petrus Conradi (latinisiert aus Köne, auch Peter Cords oder Peter Conrad, * ca. 1478–1561), in Groß Lüben geborener Theologe und Domdechant am Havelberger Dom